# 驚異世紀
《驚異世紀》（英語：Karma），是香港電視網絡所製作的恐怖驚慄電視劇，由林嘉華、唐寧、梁小冰及周俊偉領銜主演，并由駱應鈞、郭鋒、李雨陽及陸駿光联合主演。
本劇集部分畫面乃可能令觀眾感到不安、驚嚇或留有恐怖的記憶，因而觀眾必須考慮自身的接受能力，才選擇觀看此劇與否。但亦有指該劇故事模式與韓國恐怖電影《恐怖故事》相似。

## 演員表

### 主要演員（現實：藥廠職員、溫子賢幻想情節：海難生還者）
在沉船事件後的情節，包括在小島上及一切的鬼故事，乃是由周俊偉所飾演的溫子賢所幻想出來的。於第1集的沉船事件，於第1至8集的情節均指向林國良 (林嘉華飾) 所做的，實則為溫子賢將自己投射到該角色內。而沉船事件，實為溫子賢於精神失常後所策劃而企圖殺死所有人。 
| 演員   | 角色   | 暱稱/關係 |
| 林嘉華 | 林國良 | 自稱燈塔看守員 其妻紀文萱於30年前因錯服富健藥廠未經檢測的特效營養補充劑而難產而死 其後與其畸胎兒子居於島上 因得悉杜鋒團隊希望重新研發孕婦營養素推出市場，而設局炸毀船隻 原希望炸死所有人，但仍有部分人生還，於是藉意讓他們說故事，但最終仍會將所有人殺掉 於第2集起持M1卡賓槍要求眾人說恐怖故事 於第9集答允溫子賢要求，釋放他到藥廠銷毀藥物 講述單元一的故事寄生獸 現實中被關在精神病院，並沒有在島上出現 現實中告訴溫子賢炸船殺人想法，其想法後來被溫子賢實行 |
| 曾愛媚 | 紀文萱 | 林國良之妻 於三十年前難產而死 |
| 周子龍 | 良 子  | 林國良、紀文萱之子 因其母於懷孕時服用富健藥廠未經檢測的特效營養補充劑，以致出生時變成畸胎 於第1集殺害李啟發 於第4集將杜鋒捉回屋內 第9集打傷溫子賢、方曉青及孫忠義，並殺死杜鋒 現實中早已夭折 |
| 周俊偉 | 溫子賢 | Ken 富健藥業科研人員 與方曉青互生情愫 於第5集被捉回屋內 於第9集被林國良釋放，到乘小艇出海後數天被救起 於第9集到藥廠燒毀藥物時，發現與方曉青的結婚照，記起現實的一切 講述單元七的故事77mmf1.4 現實中為方曉青丈夫 因懷疑妻子與杜鋒有染，將未經檢測的孕婦營養補充劑予她服用，導致其妻與腹中胎兒死亡 現實中炸毀富健藥業職員所乘的船隻，及在荒島上殺害六名生還者                                                                                                   |
| 唐 寧  | 方曉青 | Michelle 富健藥業高級項目發展經理 與杜鋒為情侶關係 因家境貧窮而令成長時一直要領先其他人 為求攀上高位而勾引杜鋒 於第4集與周小娟一同進入小屋時，被周小娟發現她與杜鋒偷情的照片，被其打暈 於第6集返回屋內 講述單元六的故事妖夜尋魔 現實中為溫子賢妻子，因服食未經人體測試的孕婦營養素而死亡，並沒有在島上出現 |
| 梁小冰 | 周小娟 | 杜鋒之妻 出身名門貴族 與其夫育有一子、一女 於第4集成功逃至碼頭 於第4集與方曉青一同進入小屋時，發現方曉青與丈夫杜鋒偷情的照片，一怒之下打暈方曉青 於第5集墜崖 於第6集被方曉青救起 於第9集任由林國良兒子打死杜鋒而不去救助 講述單元三的故事解降 現實中被溫子賢在荒島上殺害 |
| 駱應鈞 | 杜 鋒  | 富健藥業總經理 為人陰險、自信心強、自私 周小娟之夫，礙於其家境雄厚，不能開罪而勉強維持夫妻關係 與方曉青為情侶關係 與其妻育有一子、一女 於三十年前因藥品出錯害死人，事後消滅證據 於第4集與方曉青爭執時，被林國良之子捉回屋內 於第9集被林國良之子殺害 講述單元八的故事消失的13樓 現實中被溫子賢在荒島上殺害 |
| 郭 鋒  | 孫忠義 | 富健藥業保安人員 於第4集逃走時被捕獸器夾到，後連累溫子賢一同被林國良發現 於第5集被捉回屋內 於第5集表述自己三十年都無法晉升而偷竊公司財物 於第6集發現認識林國良後被其打暈 講述單元五的故事小鬼流浪記 現實中被溫子賢在荒島上殺害 |
| 李雨陽 | 謝宏樂 | Jason 富健藥業科研人員 於數年前有一女朋友，後懷孕時突然消失逃避結婚責任 其女友誕下兒子後因一日過度疲累而暈倒在浴室內，以至兒子溺死 暗戀錢雅雯 於第4集逃走時在島上遇見其子亡魂 於第4集逃走時被林國良發現時，因錢雅雯欲保命而被刺，於第5集死亡 講述單元四的故事見鬼 現實中被溫子賢在荒島上殺害 |
| 王歌慧 | 錢雅雯 | Amanda 富健藥業接待員 育有一子，於13歲時其男朋友哄騙她發生性行為後消失，後懷孕 於第4集逃走時被林國良發現時，因保命而刺死謝宏樂 後被林國良射殺 講述單元二的故事畫咒 現實中被溫子賢在荒島上殺害 |
| 陸駿光 | 李啟發 | 於第1集被林國良之子殺死後結尾被發現斷頭 現實中被溫子賢在荒島上殺害 |

### 單元一：寄生獸
故事講述者：林國良（林嘉華飾）
| 演員   | 角色   | 暱稱/關係                                             |
| 林嘉華 | 陳樂明 | 醫生 最後被政府下令殺死掩飾真相                       |
| 唐 寧  | 周心怡 | 醫生 最後被政府下令殺死掩飾真相                       |
| 梁小冰 | 麥麗芳 | 護士長 被寄生生物入侵後被陳樂明殺死                   |
| 周俊偉 | 馮志超 | MK仔犯人 最後被政府下令殺死掩飾真相                   |
| 王歌慧 | 甘小莉 | 警員 最後被政府下令殺死掩飾真相                       |
| 駱應鈞 | 蔣柏濤 | 主任醫生 被寄生生物入侵後被陳樂明殺死                 |
| 李雨陽 | 莫嘉倫 | CID警員 被寄生生物入侵 欲入侵周心怡時被打火機點燃燒死 |
| 陸駿光 |        | 男病人 被揭發為寄生生物後被甘小莉開槍射殺             |
| 郭 鋒  | 楊熙華 | 陪同妻子看病 最後被政府下令殺死掩飾真相               |
| 陳安瑩 |        | 女病人 楊熙華之妻 被寄生生物殺死                      |
| 何婷恩 | Judy   | 女護士 被寄生生物入侵後被馮志超所殺                   |
| 黃澤鋒 |        | 男病人 被寄生麥麗芳所殺                               |
| 彭國樑 |        | 男病人 最後被政府下令殺死掩飾真相                     |
| 陳積榮 |        | 男病人 最後被政府下令殺死掩飾真相                     |
| 菁 瑋  |        | 女病人 被寄生何碧琪所殺                               |
| 黃 瑩  | 何碧琪 | 第一個被寄生者 被甘小莉開槍射殺                       |
| 許明志 |        | 男護士 最後被政府下令殺死掩飾真相                     |
| 卓 躒  |        | 男護士 最後被政府下令殺死掩飾真相                     |
| 賀文傑 |        | 男醫生 最後被政府下令殺死掩飾真相                     |
| 許俊豪 |        | 醫護                                                  |
| 譚 晴  |        | 醫護                                                  |
| 李安娜 |        | 醫護                                                  |
| 張加慧 |        | 醫護                                                  |
| 余歲燕 |        | 醫護                                                  |

### 單元二：畫咒
故事講述者：錢雅雯（王歌慧飾）
| 演員   | 角色   | 暱稱/關係 |
| 駱應鈞 | 鄭達昌 | 管家 付託謝詠兒不要與李愛媚重提其長子失蹤一事 |
| 林嘉華 | 曾耀堅 | 華裔富豪 曾少勇、曾少傑之父 紀愛媚之夫 對其子管教極為嚴苛 將曾少勇埋在烏鴉巢 最後被油畫吸入，永遠只剩下頭部在沙上                                                                                     |
| 梁小冰 | 紀愛媚 | Amy 曾少勇、曾少傑之母 曾耀堅之妻 因曾少勇之死而變得精神失常 曾耀堅死後，生活回復正常 |
| 唐 寧  | 謝詠兒 | 私家看護 曾患有精神病 發現油畫中的小孩會在夜晚走出來 被曾少勇亡魂帶到畫中的沙灘，其後接回曾少傑 其後與紀愛媚到烏鴉巢尋回曾少勇之屍體，被曾耀堅發現並險被其射殺 最後辭職，擔任兒科護士照顧有需要的兒童 |
| 周俊偉 | 志 堅  | 曾少勇、曾少傑之私人教師 一直以嚴苛管教方式教導兩人，間接令曾少勇自殺 |
| 盧頌衡 | 曾少勇 | 曾耀堅、李愛媚之子 曾少傑之兄 因其父管教過於嚴苛而壓力過大導致持槍自殺 |
| 王歌慧 | 關珍妮 | Jenny 工人 謝詠兒之好友 |
| 陳安瑩 |        | 女傭 |
| 郭 鋒  |        | 曾家之司機 接載謝詠兒到曾家 |
| 鄺佐輝 |        | 老張 曾耀堅之好友 |
| 鄭恕峰 |        | 曾耀堅之好友 |
| 李雨陽 |        | 惠澤精神病治療中心醫生 謝詠兒之好友 |
| 賀文傑 |        | 張大導之下屬 代表張大導到曾家簽訂購買油畫的合約 |
| 陸駿光 |        | 1975年柬埔寨鄉郊學校的老師 因保護其學生而被殺，學生進入油畫後，成為故事的開端 |

### 單元三：解降
故事講述者：龐興瑤（梁小冰飾）
| 演員           | 角色   | 暱稱/關係                                                                |
| 王建一（童年） | 嚴 穆  | Dr. Yim 民俗學教授，後成為解降師 嚴半名之子 嚴半才之侄 彭海佳之好友      |
| 林嘉華         | 嚴 穆  | Dr. Yim 民俗學教授，後成為解降師 嚴半名之子 嚴半才之侄 彭海佳之好友      |
| 唐 寧          | 許翠炎 | 降頭師 假扮許聲之孫女，實為潘玉珍之孫女                                  |
| 周俊偉         | 劉志遠 | 嚴穆之助教，後為博士 彭海佳之好友 被許翠炎下降頭，後由嚴穆解降           |
| 梁小冰         | 彭海佳 | 大學教職員宿舍的保安員 嚴穆和劉志遠之好友                                |
| 駱應鈞         | 嚴半名 | 解降師 嚴穆之父 嚴半才之兄 已去世                                        |
| 郭 鋒          | 嚴半才 | 嚴穆之孻叔 嚴半名之弟                                                    |
| 鄭恕峰         | 許 聲  | 解降師 與嚴半名及潘玉珍為同門師兄弟 被許翠炎下降頭，後由劉志遠解降但失敗 |
| (僅從口述)     | 潘玉珍 | 解降師 與嚴半名及許聲為同門師兄弟，被趕出師門後成為降頭師 許翠炎之外婆   |
| 李雨陽         | 廖俊文 | 大學生                                                                   |
| 王歌慧         | 彭詩敏 | 大學生 喜歡劉志遠                                                        |
| 陸駿光         |        | 死屍                                                                     |
| 賀文傑         |        | 眼科醫生                                                                 |
| 劉嘉瑩         |        | 眼科護士                                                                 |
| 黃 瑩          |        | 酒吧女郎                                                                 |
| 鮑康兒         | Gigi   |                                                                          |
| 李芷琪         | Sue    |                                                                          |
| 黃羚恩         |        | 酒吧女郎                                                                 |
| 李安娜         |        | 酒吧女郎                                                                 |
| 張加慧         |        | 酒吧女郎                                                                 |
| 卓 躒          |        | 酒吧大漢                                                                 |
| 杜飛龍         |        | 酒吧大漢                                                                 |
| 呂家輝         |        | 中降者                                                                   |

### 單元四：見鬼
故事講述者：謝宏樂（李雨陽飾）
| 演員   | 角色   | 暱稱/關係 |
| 林嘉華 | 馬浩祥 | 催眠師 郭淑賢之父 假扮見鬼以向林樂全催眠 |
| 周俊偉 | 林樂全 | Richard 臨床心理學家 孫慧敏之夫 性格風流，擁有三個情婦 因孫慧敏之父能協助他成為心理學家而與孫慧敏結婚 被馬浩祥催眠而產生幻覺刺死孫慧敏 最後謀殺罪成被判無限期入住精神病院，精神變得失常 |
| 唐 寧  | 孫慧敏 | 林樂全之妻 因林樂全幻覺以為她是郭淑賢亡魂而被他刺死 |
| 梁小冰 | Winnie | 林樂全之下屬 被孫慧敏指使監視林樂全 |
| 郭 鋒  | 郝道長 | 指導林樂全驅鬼方法 協助林樂全驅鬼 |
| 王歌慧 | 郭淑賢 | Silvia 林樂全之前女友 馬浩祥之女 被林樂全要求墮胎結果死於手術桌上 |
| 陸駿光 | 路 人  | 橫過馬路時踏中Winnie的手機滑倒並被客貨車輾斃 |
| 駱應鈞 | 黃先生 | 林樂全病人 |
| 李雨陽 |        | 精神病院職員 |

### 單元五：小鬼流浪記
故事講述者：孫忠義（郭　鋒飾）
| 演員           | 角色           | 暱稱/關係 |
| 鄭俊隆（童年） | 黎正福         | 福伯 因一直有傳言他來到公園不是餵飼流浪狗，而是餵飼野鬼而令街坊疏遠 腳部患有疾病，以致行路不順 於60年前因失約而間接導致小麗、阿平、阿旺被貨車撞死 |
| 林嘉華         | 黎正福         | 福伯 因一直有傳言他來到公園不是餵飼流浪狗，而是餵飼野鬼而令街坊疏遠 腳部患有疾病，以致行路不順 於60年前因失約而間接導致小麗、阿平、阿旺被貨車撞死 |
| 郭 鋒          | 關 公          | 鎮守於關帝廟的神像 一直以為自己為真正的關公 兩度捉拿小鬼 （另分飾另一關公，但為鎮守於麻雀館一帶）                                                 |
| 梁小冰         | 楊詠心         | Sammi 社工 Eric之妻，於68歲去世後與其鬼魂重遇 能看見三隻小鬼 於福伯臨終時，答應他照顧三隻小鬼                                                     |
| 梁梓豪         | 阿 平          | 小鬼 於60年前為黎正福之朋友，於等待他時被貨車撞死 被Eric的鬼魂相救                                                                                |
| 余杰華         | 阿 旺          | 小鬼 於60年前為黎正福之朋友，於等待他時被貨車撞死 曾遇見Eric的鬼魂並被其相救                                                                      |
| 鄭可琳         | 小 麗          | 小鬼 於60年前為黎正福之朋友，於等待他時被貨車撞死                                                                                                 |
|                | Eric           | 楊詠心之夫，已去世 幫助阿平及阿旺脫離鄧福榮的捉鬼陣法 於楊詠心去世後與其鬼魂重遇                                                                  |
| 唐 寧          | 方婉君         | Ivy 社工 與楊詠心、葉世雄共同探訪福伯 |
| 李雨陽         | 葉世雄         | Peter 社工 與楊詠心、方婉君共同探訪福伯 |
| 周俊偉         | 毛錦強         | 劫匪 假扮寬頻公司銷售員騙財 趁黎正福病發時搶去他的手錶 最後被兩小鬼玩弄，主動向警察自首                                                           |
| 駱應鈞         | 鄧福榮         | 賭徒 擁有陰陽眼 給予三隻小鬼炸雞腿，利誘他們上當 後用捉鬼陣法將小鬼捉住，挾持小麗幫其贏錢 最後離開麻雀館時被兩位關公發現，廢其法力                |
| 陸駿光         | 食肆送外賣工人 | 於送外賣時被貨車撞死 |
| 黃文標         | 麻雀館顧客     | |
| 許碧姬         |                | 毛錦強騙財的對象但不成功 |

### 單元六：妖夜尋魔
故事講述者：方曉青（唐　寧飾）
| 演員   | 角色   | 暱稱/關係 |
| 周俊偉 | 秦偉傑 | 醫生 被誤以為黑衣人 羅芳芳之主診醫生 鑽研超能力                                                                                               |
| 周俊偉 | 黑衣人 | 由羅芳芳念力創造的幻影 殺害羅錦興、胡炳強 |
| 駱應鈞 | 麥少希 | 麥Sir 方綽玲、李毅力之上司 |
| 林嘉華 | 李毅力 | 高級警員 與方綽玲共同調查案件，被她看不起 |
| 陳安瑩 |        | 李毅力之妻 |
| 唐 寧  | 方綽鈴 | Ling 重案組督察 與李毅力共同調查案件 曾被其父強姦 於最後藉意帶其母到海邊觀海，實則推她落海致死                                                |
| 莫偉文 |        | 方綽鈴之父 於方綽鈴年少時強姦她 |
| 陸駿光 | 羅錦興 | 雞販 韓秀美之前夫 羅芳芳、小麗之父 經常酗酒、沉迷賭博，欠下大量債項 於飲酒後虐打其妻及其女發洩 被黑衣人殺死，並用鐵勾倒吊屍體、被兇手割下臉皮 |
| 郭 鋒  | 胡炳強 | 洗衣店員工 吳秀美之夫 被黑衣人丟進洗衣機攪拌，後用熨斗燙乾屍體                                                                                |
| 梁小冰 | 韓秀美 | 羅錦興之前妻 胡炳強之妻 羅芳芳之母 與小麗同居 曾有一胎兒，因羅錦興酗酒後發狂而流產                                                            |
| 李雨陽 | 胡志堅 | 胡炳強之子 韓秀美之繼子 羅芳芳之無血緣關係哥哥 強迫羅芳芳援交賺錢 因羅芳芳不願意援交而將羅芳芳推下樓梯，令她昏迷 最後被黑衣人勒死，割開臉皮   |
| 李芷琪 | 羅芳芳 | 胡志堅之無血緣關係妹妹 曾被胡炳強強姦 被胡志堅強迫她援交賺錢 被胡志堅推下樓梯後昏迷 以念力創造黑衣人幻影，形象為對她好的秦偉傑                |
|        | 小 麗  | 胡炳強之女，胡志堅之妹，圴為胡炳強第一任妻子所生 與羅芳芳同居                                                                                 |
| 王歌慧 | 陳美芬 | 護士 |
| 黃冠斌 |        | 胡志堅之友 |
| 鄧博軒 |        | 警察 |
| 趙進銘 |        | 警察 |

### 單元七：77mmf1.4
故事講述者：溫子賢（周俊偉飾）
| 演員   | 角色         | 暱稱/關係 |
| 郭 鋒  | 何大發       | 其父與黃立新父為深交 現任影樓業主，提出搬遷要求 |
| 林嘉華 | 董國安       | 安叔 攝影用具店老闆 黃立新之友 贈送黃立新一支絕版77mmf1.4鏡頭 |
| 周俊偉 | 黃立新       | 立新 立新影室攝影師兼老闆 對張靜純有好感 梁嘉敏之前男友 於後段依Master Annie指導燒毀李帆骸骨，但至天黑才焚燒，結果險被李帆靈魂殺害                                                                                 |
| 唐 寧  | 張靜純       | 靈魂曾困於77mmf1.4鏡頭內30年，被黃立新沖曬照片後獲得自由 對黃立新有好感 於後段天黑出現，協助黃立新燒毀李帆骸骨，令其靈魂消失 最終自願離開人間而消失                                                                |
| 駱應鈞 | 李 帆        | 於1983年自殺身亡 因求愛不遂而錯手揑死張靜純，並將屍體以77mmf1.4鏡頭拍下，令張靜純靈魂被困鏡頭 於殺死張靜純後將其屍體丟進海中 同於被困鏡頭30年後被釋放，殺害梁嘉敏、險殺死劉小龍 最終被張靜純放火焚燒骸骨而灰飛煙滅 |
| 梁小冰 | Master Annie | 通靈師 接觸77mmf1.4鏡頭之後，被李帆鬼魂附身 對77mmf1.4鏡頭極度恐懼 於後段教授黃立新以燒毀李帆骸骨方法消滅其靈魂 |
| 王歌慧 | 梁嘉敏       | Maggie 黃立新之前女友 於寓所游泳時被李帆靈魂按下頭部而溺死 |
| 許明志 | 男朋友       | 梁嘉敏之男友 |
| 李雨陽 | 劉小龍       | 黃立新之助手 偷拍黃立新與張靜純談話的內容 於影樓貼黃符時險被李帆靈魂殺死 |
| 余慕蓮 | 包租婆       | 張靜純於30年前的包租婆 十分疼愛張靜純，對其失蹤感到十分悲傷 |
| 賀文傑 | 警 察        | 到影樓請黃立新協助調查 |
| 鄺佐輝 | 李 生        | 到影樓拍攝全家福 |
| 許俊豪 | 青年甲       | 到影樓拍攝全家福 |
| 趙俊銘 | 青年乙       | 到影樓拍攝全家福 |
| 吳凱琳 | 少 女        | 到影樓拍攝全家福 |
| 許碧姬 | 李婆婆       | 到影樓拍攝全家福 |
| 李安娜 | 顧客甲       | 到相機用品店購買相機 |
| 李芷琪 | 顧客乙       | 到相機用品店購買相機 |
| 余歲燕 | 顧客丙       | 到相機用品店購買相機 |
| 古天祥 | Francis Fung | 著名攝影師 |

### 單元八：消失的13樓
故事講述者：杜鋒（駱應鈞飾）
| 演員   | 角色                | 暱稱/關係 |
| 周俊偉 | The God of Darkness | 引導霍德華進行13樓遊戲幻象，每次皆讓他在以前犯下的錯中重新選擇，以及面對自己的過去 |
| 林嘉華 | 霍德華              | 霍議員 市議員，深受民眾愛戴 有意參選市長職位 出生寒微，後與江志健合資建立小工廠 聯同江志健放火焚燒自己的貨物以騙取保險金，結果意外燒死江志健 因怕張慧欣影響與唐嘉莉婚姻而陷害她，令她於菲律賓被槍斃 因胡偉豪取得他收取黑金證據，將胡偉豪殺害 在The God of Darkness給予重新選擇中放過胡偉豪，從13樓中回到現實 因重新選擇而令收取黑金事件曝光而被警方調查，之後反悔，命鍾文理殺害胡偉豪 最後在選舉論壇中承認自己罪行，並宣佈退選市長 |
| 梁小冰 | 唐嘉莉              | Kelly 霍德華之妻 因其家庭有權有勢，而霍德華與她結婚以獲取政治利益 於第一個幻象中被The God of Darkness以鐵釘打穿脈搏 |
| 駱應鈞 | 鍾文理              | Henry 霍德華助手 於多年前唆擺霍德華與湯嘉莉結婚，結果間接害死張慧欣 協助霍德華殺害胡偉豪 |
| 王歌慧 | Sylvia              | 霍德華助手 |
| 李雨陽 | 江志健              | 霍德華年輕時的合作夥伴 張慧欣之未婚夫 因霍德華焚燒貨物而意外燒傷 因霍德華避免刑責而拒絕送他到醫院，最後不治 於第一個幻象中重新出現 |
| 唐 寧  | 張慧欣              | 江志健之未婚妻 曾與霍德華定下婚約 霍德華怕其影響與唐嘉莉婚姻而被他陷害 往菲律賓公幹時被霍德華於行李中放入一包毒品，結果在菲律賓被捕及被槍斃 於第二個幻象中重新出現 |
| 郭 鋒  | 胡偉豪              | 記者 因取得霍德華收取黑金證據而被霍德華殺害 在The God of Darkness給予霍德華重新選擇中，被霍德華放過 之後揭露霍德華收取黑金，最後被霍德華命鍾文理殺害 |
| 許明志 |                     | 記者 |
| 吳凱琳 |                     | 記者 |
| 陳佩思 |                     | 記者 |
| 卓 躒  |                     | 記者 |
| 黃羚恩 |                     | 記者 |
| 賀文傑 | 特偵組探員          | 特偵組探員，拘捕霍德華 |
| 菁 瑋  |                     | 主播 |
| 李安娜 |                     | 記者 |
| 趙俊銘 |                     | 記者 |
| 余歲燕 |                     | 記者 |
| 郭仲添 |                     | 記者 |
| 呂嘉輝 |                     | 記者 |
| 鄭恕峰 | 黑社會叔父          | 與霍德華為友好關係 |
| 鄺佐輝 | 黑市醫生            | 診治江志健 |

### 其他演員（現實）
| 演員   | 角色   | 暱稱/關係                |
| 彭國樑 | 陳健文 | 溫子賢之助手             |
| 賀文傑 |        | 溫子賢、方曉青婚禮主禮人 |
| 趙俊銘 |        | 溫子賢、方曉青婚禮的伴郎 |
| 吳凱琳 |        | 溫子賢、方曉青婚禮的伴娘 |
| 余歲燕 |        | 溫子賢、方曉青婚禮賓客   |
| 郭仲添 |        | 溫子賢、方曉青婚禮賓客   |
| 鄧博軒 |        | 溫子賢、方曉青婚禮賓客   |
| 余天欣 |        | 精神病院護士             |
| 譚 晴  |        | 精神病院病人             |
| 呂嘉輝 |        | 精神病院病人             |
| 菁 瑋  |        | 遇難者                   |
| 李安娜 |        | 遇難者                   |
| 許俊豪 |        | 遇難者                   |
| 黃浩霆 |        | 遇難者                   |

## 記事
- 2012年5月9日：此劇連同《還來得及再愛你》及《童話戀曲201314》一同舉行發佈會。[1]
- 2012年7月16日：舉行煞科宴。[2]
- 2015年4月23日：第一集中九分鐘片段上載至香港電視應用程式供網民欣賞。

## 製作團隊
| - 總導演：歐耀興 - 編審：葉世康 - 導演：歐耀興、黃思遠、曾敏珊 - 副導演：鄧如嫣、廖潔雯、王琬怡、潘啟揚、王歡 - 編劇：葉世康、袁寶慧、霍婉君、馮日進 - 製片：劉嘉璧 - 化粧指導：陳素潔 - 特技化粧：陳志陽 - 化粧：胡鳳美、鍾文珊 - 髮型指導：廖海明 - 髮型：盧志民、李沛華 - 服裝指導：羅鳳姿 - 服裝設計：何潔迎、馮美芬 - 服裝：魏寶芬、羅詠思 | - 佈景指導：關儀華 - 佈景設計：王冰菡 - 置景道具：李家文、李栢良 - 道具統籌：李敵強 - 動作指導：黃志偉 - 副動作指導：鄧瑞華 - 攝影師：冼偉雄、蘇玉成 - 收音師：林偉雄、吳國健 - 燈光師：趙雄安、陳昇 - 電腦動畫：譚景強、鄒昌龍、劉智平、張永奇 - 數碼合成：李自力、郭斯文 - 剪接：梁醒恩 - 配音效果、配音混錄：iZone Sound Design - 配樂指導：張人傑 - 製作聯絡：盧俊龍、湯文康、劉正心 |

## 節目變遷
| cHK香港台 星期一至五 22:00－23:00 4月29日 22:00－23:05 5月4日 22:05－23:00 | cHK香港台 星期一至五 22:00－23:00 4月29日 22:00－23:05 5月4日 22:05－23:00 | cHK香港台 星期一至五 22:00－23:00 4月29日 22:00－23:05 5月4日 22:05－23:00 |
| -------------------------------------------------------------------------- | -------------------------------------------------------------------------- | -------------------------------------------------------------------------- |
|                                                                            | 驚異世紀 （2015年4月29日－5月11日）                                        |                                                                            |
| 大眾情性 （2015年4月13日－4月28日）                                        | 歲月樓情 （2015年5月12日－6月1日）                                         |                                                                            |

| 香港電視網絡 星期一至五 19:00－20:00 節目 4月30日、5月1日 19:00－19:50 | 香港電視網絡 星期一至五 19:00－20:00 節目 4月30日、5月1日 19:00－19:50 | 香港電視網絡 星期一至五 19:00－20:00 節目 4月30日、5月1日 19:00－19:50 |
| ---------------------------------------------------------------------- | ---------------------------------------------------------------------- | ---------------------------------------------------------------------- |
|                                                                        | 驚異世紀 （2015年4月29日－5月11日）                                    |                                                                        |
| 大眾情性 （2015年4月13日－4月28日）                                    | 歲月樓情 （2015年5月12日－6月1日）                                     |                                                                        |

| 香港電視網絡 星期六 06:00－07:00 節目（其他重播時段請參見這裡） | 香港電視網絡 星期六 06:00－07:00 節目（其他重播時段請參見這裡） | 香港電視網絡 星期六 06:00－07:00 節目（其他重播時段請參見這裡） |
| --------------------------------------------------------------- | --------------------------------------------------------------- | --------------------------------------------------------------- |
|                                                                 | 驚異世紀 （2015年9月5日－11月1日）                              |                                                                 |
| 末日+5 （2015年8月1日 - 8月30日）                               | 四年B班 （2015年11月7日－11月15日）                             |                                                                 |

Template:即將推出的香港電視劇集